# Gerechtelijk arrondissement Waals-Brabant
Het gerechtelijk arrondissement Waals-Brabant (Frans: arrondissement judiciaire du Brabant wallon) is een van de drie gerechtelijk arrondissementen in het gerechtelijk gebied Brussel. Het valt samen met de grenzen van de provincie Waals-Brabant. Het gerechtelijk arrondissement Waals-Brabant heeft een afdeling (Nijvel), 5 gerechtelijk kantons en 27 gemeenten. De gerechtelijke kantons zijn Eigenbrakel, Geldenaken, Nijvel en Waver 1 & 2.
Het arrondissement is zetel van een van de 12 rechtbanken van eerste aanleg van België.